# Hesycha fasciata
Hesycha fasciata là một loài bọ cánh cứng trong họ Cerambycidae.